# San Francisco Rush 2049
San Francisco Rush 2049 é um jogo eletrônico de corrida desenvolvido pela Atari Games e publicado pela Midway Games] em 1999 para arcades e em 2000 para Nintendo 64, Dreamcast e Game Boy Color, em 2005 foi relançado como parte do pacote Midway Arcade Treasures 3 para PlayStation 2, Nintendo GameCube e Xbox.